# Stockholms KK
Stockholms KK, Kappis, är en kappsimnings- och vattenpoloklubb med hemvist vid Åkeshovs sim- och idrottshall i Stockholm, bildad 1895 vilket gör Stockholms Kappsimningsklubb till Stockholms äldsta simförening. Herrarna har tagit 69 SM-guld i vattenpolo och klubben har erövrat 530 SM-titlar i de olika simgrenarna. 1970 tog sig klubben till Europacupfinal i vattenpolo. Vid OS 1912 vann simhopparen Greta Johansson OS-guld för Stockholms Kappsimningsklubb och därmed också Sveriges första kvinnliga OS-guld. Arne Borg, som också simmade för klubben, tog under sin karriär 5 OS-medaljer och 8 EM-medaljer.
Idag har klubben ca 700 medlemmar och bedriver såväl simskola som vattenpolo och simning på elitnivå. Utöver Åkeshov Simhall bedriver även klubben verksamhet i Nälstabadet, Spångabadet, Ekerö badhus och Eriksdalsbadet.